# Emory Clark
Pour les articles homonymes, voir Clark.
Emory Wendell Clark, né le 23 mars 1938 à Détroit (Michigan), est un rameur d'aviron américain.

## Palmarès

### Jeux olympiques
- 1964 à Tokyo
  -  Médaille d'or en huit